# Oryzopsis ferganensis
Oryzopsis ferganensis är en gräsart som beskrevs av Dmitrij Litvinov. Oryzopsis ferganensis ingår i släktet Oryzopsis och familjen gräs. Inga underarter finns listade i Catalogue of Life.